# David Milch
David S. Milch (Buffalo, 23 de março de 1945) é um  argumentista e produtor estado-unidense.
Foi o criador de inúmeras séries televisivas de grande sucesso nos Estados Unidos, entre elas Hill Street Blues, NYPD Blue e Deadwood.